# Phractura clauseni
Phractura clauseni är en fiskart som beskrevs av Jacques Daget och Stauch, 1963. Phractura clauseni ingår i släktet Phractura och familjen Amphiliidae. IUCN kategoriserar arten globalt som livskraftig. Inga underarter finns listade i Catalogue of Life.